# Scott Nails

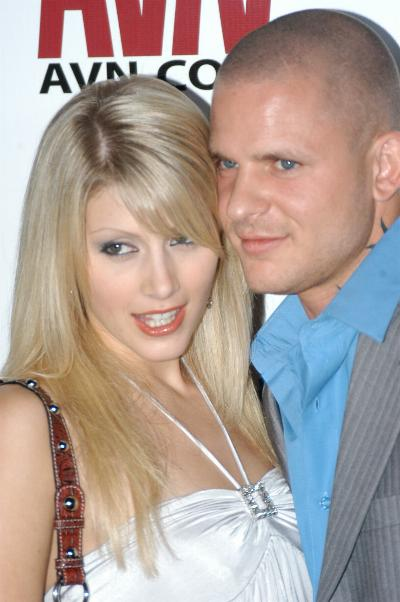
Scott Nails mit Lacie Heart, September 2006

Scott Nails (* 29. April 1982 in Phoenix, Arizona) ist ein US-amerikanischer Pornodarsteller. Er trat auch unter den Pseudonymen Cock Boy und Scott Skools in Erscheinung.
Nails begann seine Karriere 2000 im Alter von 18 Jahren mit dem schwulen Fetischfilm Scent of a Fetish, wirkte danach aber nur in heterosexuellen Pornofilmen mit. 2006 erhielt er den AVN Award in der Kategorie „Best Male Newcomer“ sowie den XRCO Award als „Best New Stud“. Für den Porno-Horrorfilm Squealer erhielt er im gleichen Jahr den AVN Award in den Kategorien „Best Group Sex Scene“ und „Best Oral Sex Scene“. Er wurde danach mehr als zwanzig mal für verschiedene Pornofilmpreise nominiert, darunter 2007 und 2011 für den AVN Award als „Male Performer of the Year“, konnte jedoch keinen dieser Preise für sich gewinnen.
Scott Nails spielte bislang in mehr als 600 Filmen mit, darunter bekannte Produktionen wie Pirates, Nurses oder Body Heat.

## Auszeichnungen
- 2025: Aufnahme in die AVN Hall of Fame[1]
- 2025: AVN Award in der Kategorie Best Foursome/Orgy Scene (in 20 For 20 zusammen mit Angela White, Cherie DeVille, Alexis Fawx, Monique Alexander, Luna Star, Ryan Reid, Gal Ritchie, Queenie Sateen, Kira Noir,  Kayley Gunner, Abigaiil Morris, Lily Lou, JMac, Manuel Ferrara, Mick Blue, Keiran Lee, Van Wylde, Alex Jones, Ricky Johnson, Hollywood Cash & Isiah Maxwell)[1]